# Daphnis (geslacht)
Daphnis is een geslacht van vlinders uit de onderfamilie Macroglossinae van de familie pijlstaarten (Sphingidae).

## Soorten
- Daphnis dohertyi Rothschild, 1897
- Daphnis gigantea Röber, 1921
- Daphnis hayesi Cadiou, 1988
- Daphnis hypothous (Cramer, 1780)
- Daphnis jamdenae Debauche, 1934
- Daphnis kitchingi Haxaire & Melichar, 2011
- Daphnis layardii Moore, 1882
- Daphnis minima Butler, 1876
- Daphnis moorei (Macleay, 1866)
- Daphnis nerii (Linnaeus, 1758) - Oleanderpijlstaart
- Daphnis placida (Walker, 1856)
- Daphnis protrudens Felder, 1874
- Daphnis torenia Druce, 1882
- Daphnis vriesi Hogenes & Treadaway, 1993

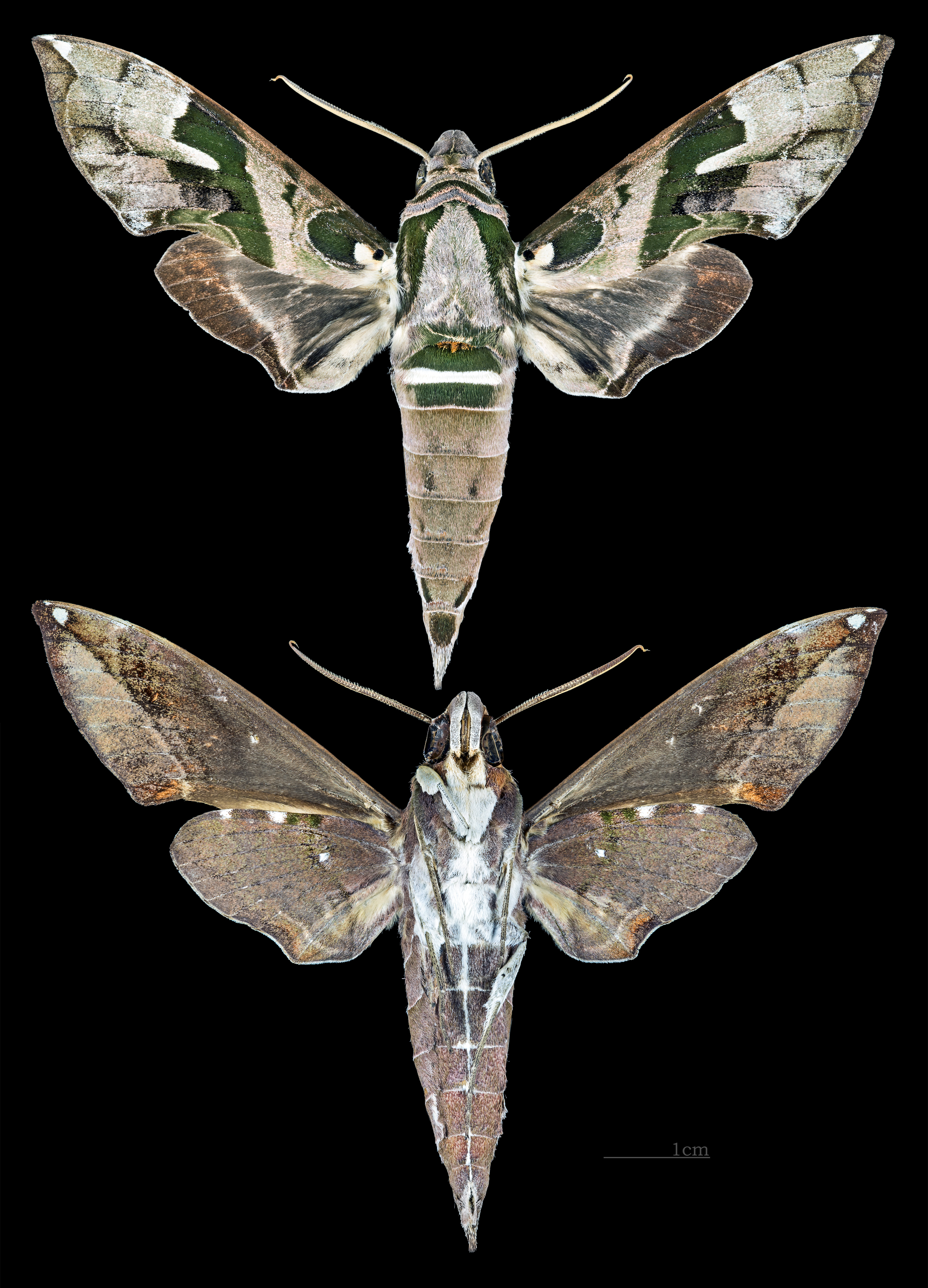
Daphnis dohertyi
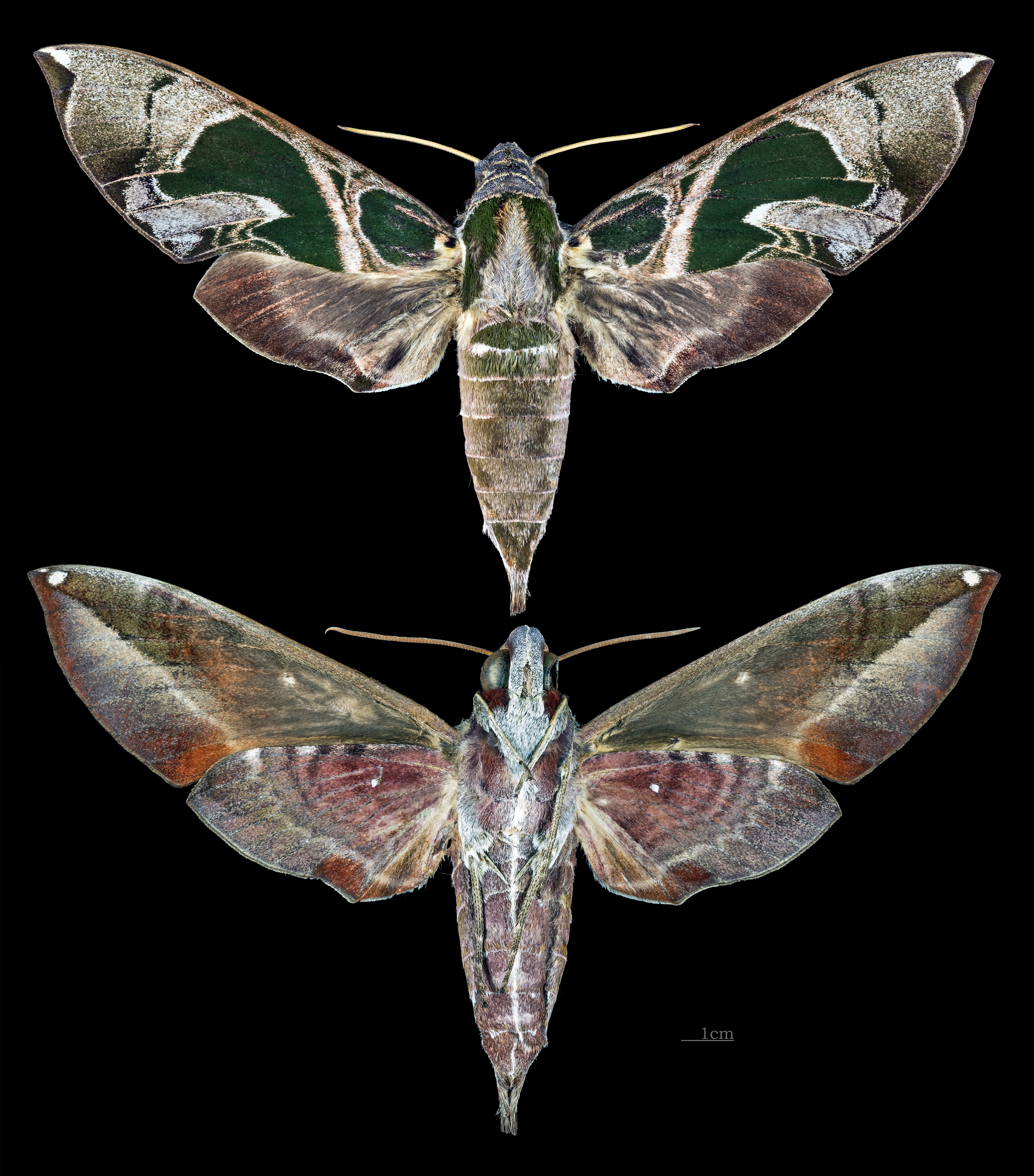
Daphnis hayesi
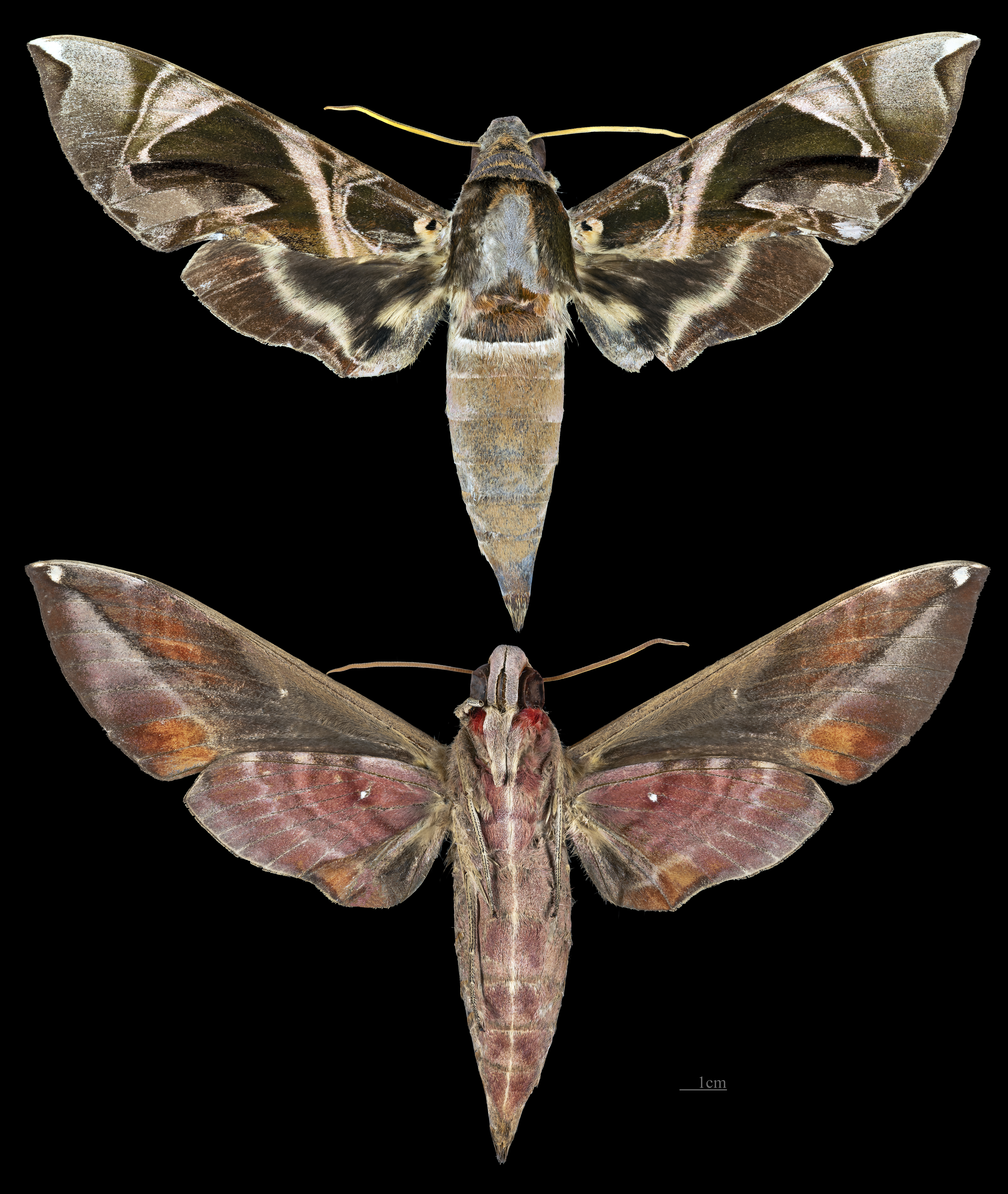
Daphnis hypothous
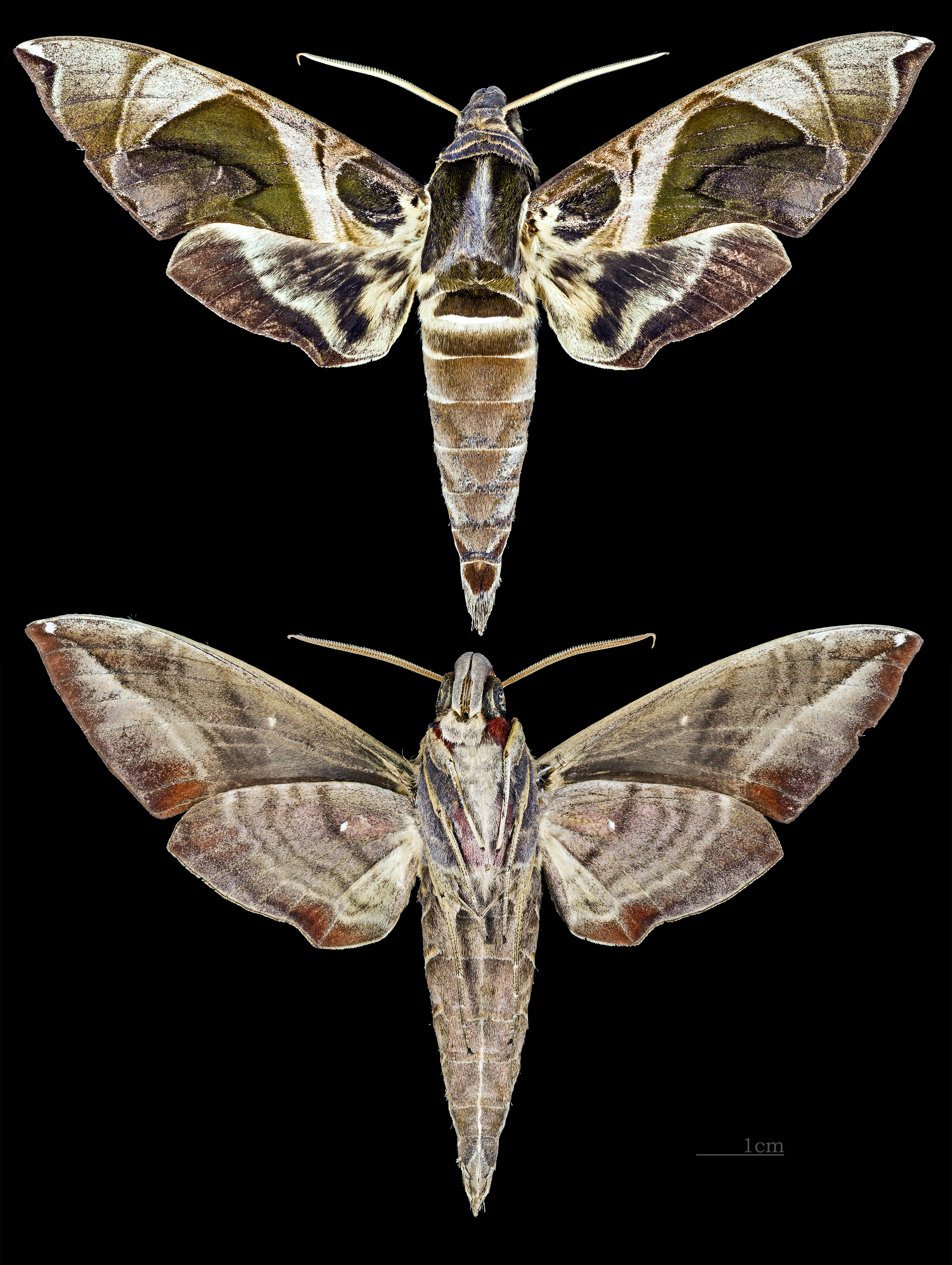
Daphnis moorei
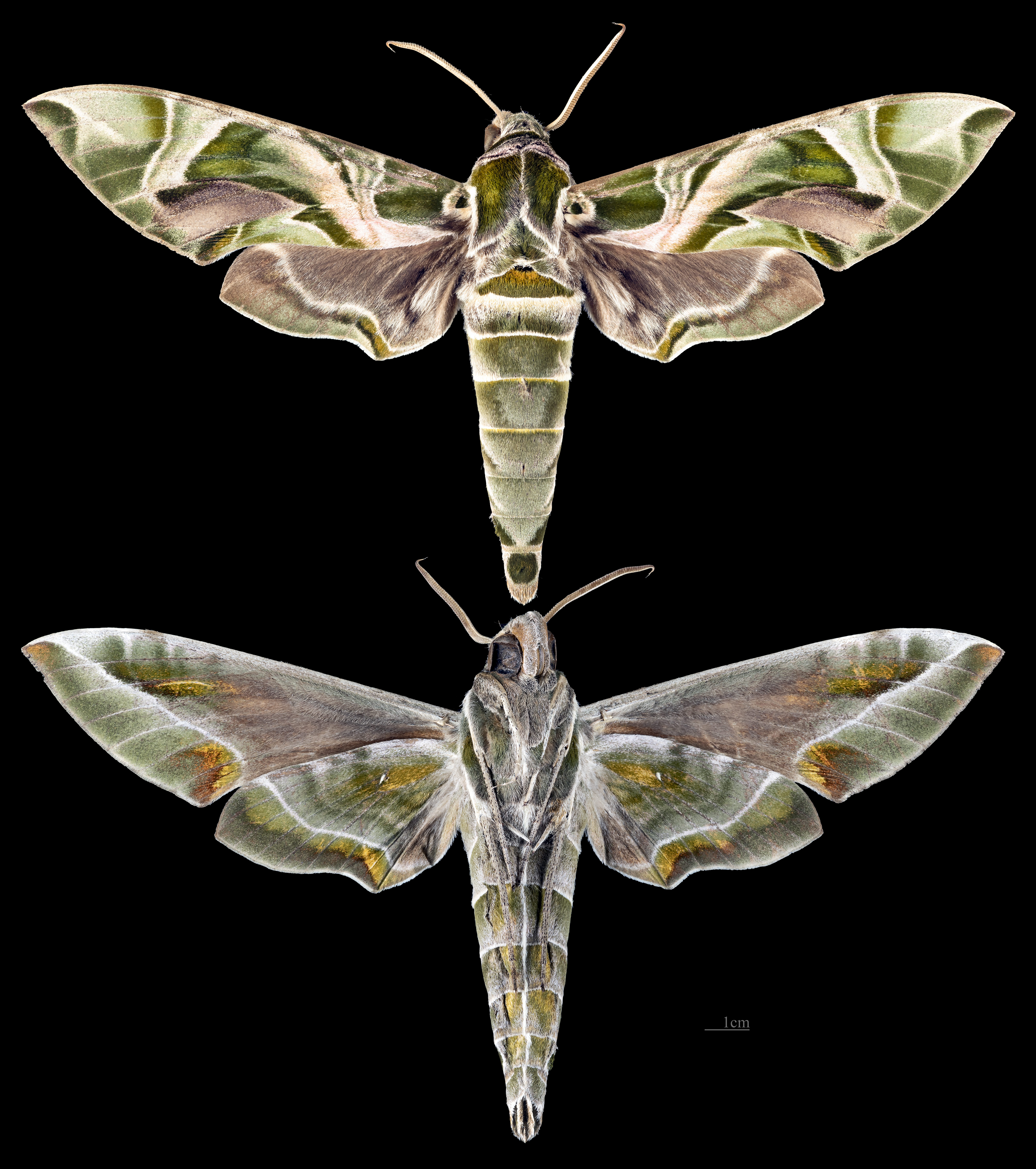
Daphnis nerii
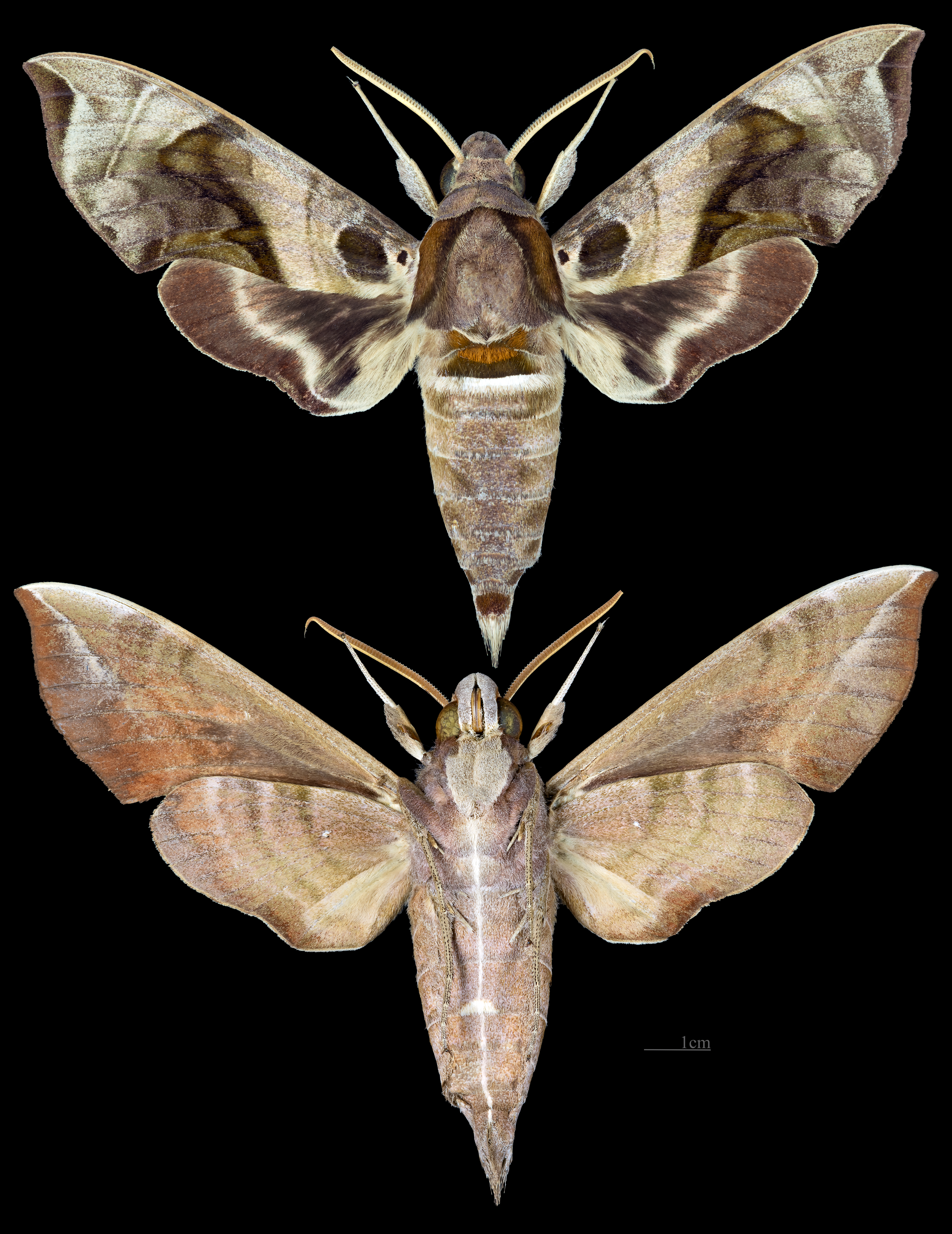
Daphnis placida
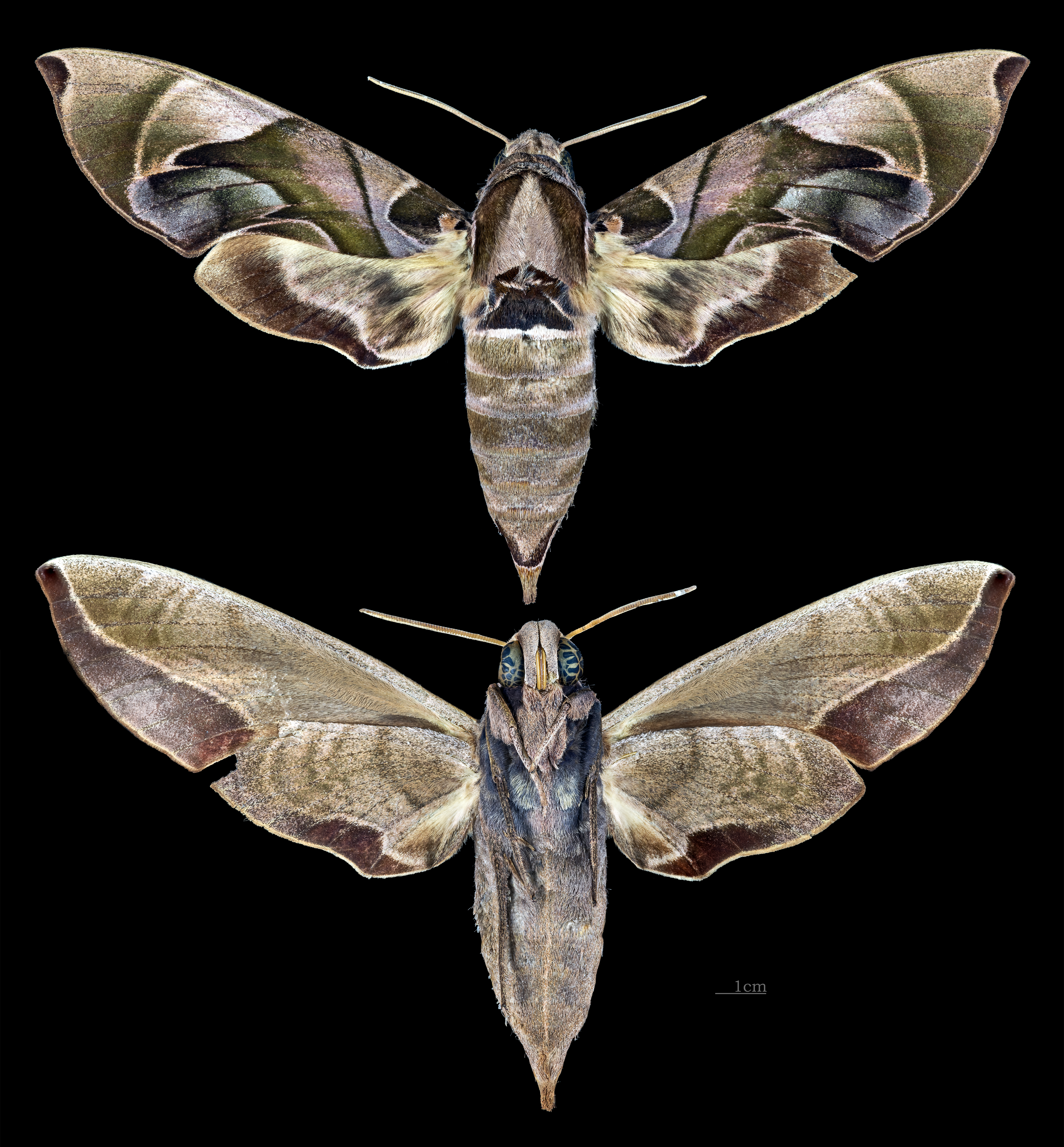
Daphnis protrudens
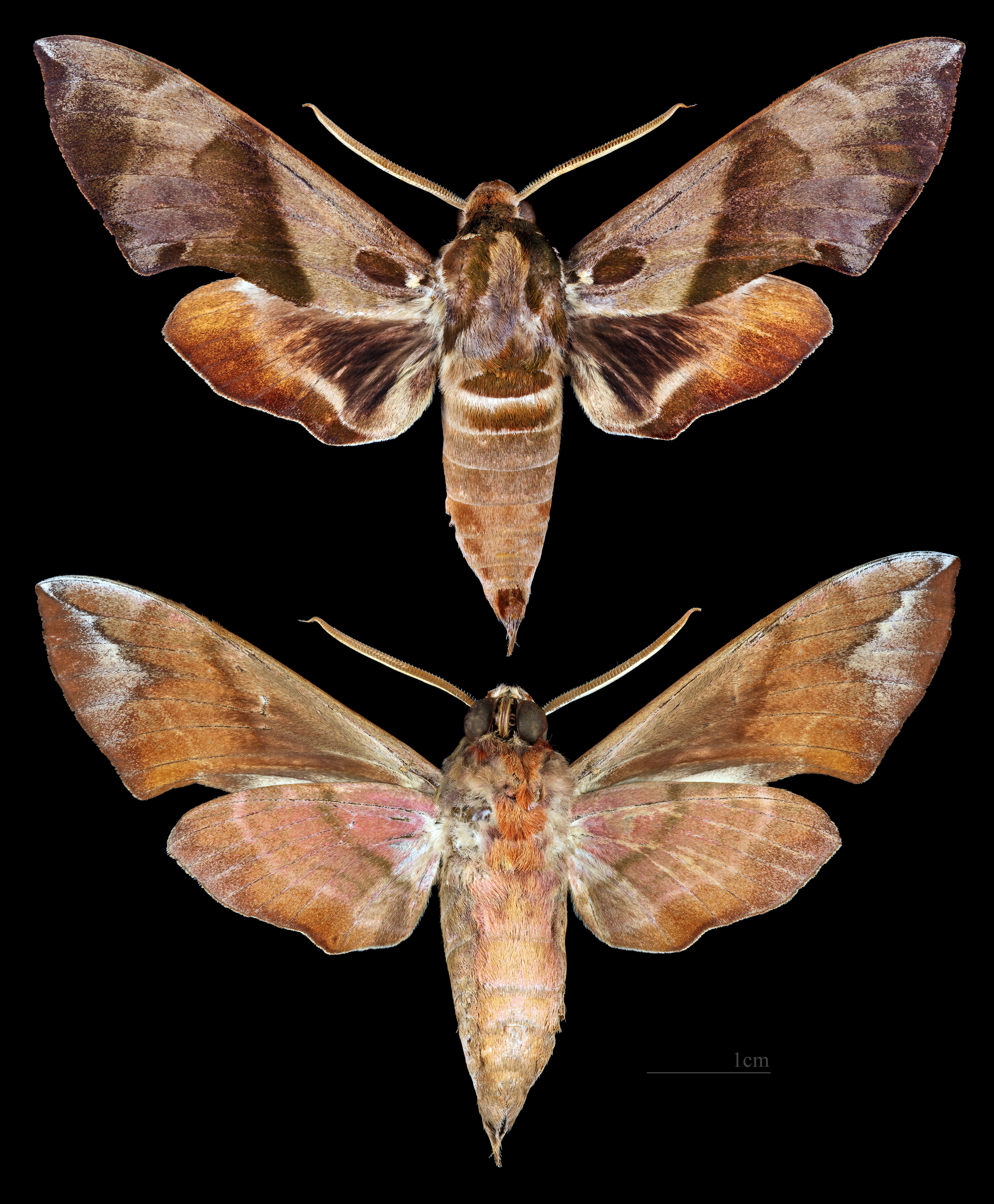
Daphnis torenia